# Prosser (Nebraska)
Prosser é uma vila localizada no estado americano de Nebraska, no Condado de Adams.

## Demografia
Segundo o censo americano de 2000, a sua população era de 94 habitantes.
Em 2006, foi estimada uma população de 102, um aumento de 8 (8.5%).

## Geografia
De acordo com o United States Census Bureau, a localidade tem uma área de 0,6 km², sem área coberta por água. Prosser localiza-se a aproximadamente 625 m acima do nível do mar.

## Localidades na vizinhança
O diagrama seguinte representa as localidades num raio de 20 km ao redor de Prosser.